# Petr Frelich
Petr Frelich (* 9. Oktober 1985) ist ein ehemaliger tschechischer Tennisspieler.

## Karriere
Frelich spielte zwischen nur wenige Matches auf der ITF Junior Tour und erreichte in der Junioren-Rangliste Platz 454.
Bei den Profis war Frelich nur in den Jahren 2005 bis 2007 in der Tennisweltrangliste platziert. Unter die besten 1000 Spieler schaffte er es im Einzel und Doppel nie. Fast ausschließlich war er auf der drittklassigen ITF Future Tour aktiv, wo er im Einzel nie über das Viertelfinale hinauskam und im Doppel einmal ein Endspiel erreichte. Das einzige Match auf der ATP Tour spielte Frelich 2008 bei den Australian Open, als er mit Zuzana Ondrášková zusammen als Ersatzpaar für den Mixed-Wettbewerb nachrückte. Gegen Galina Woskobojewa und František Čermák verbuchten sie bei ihrer Erstrundenniederlage nur einen Spielgewinn. Nach einer längeren Pause ging Frelich 2015 nochmal bei einigen wenigen Turnieren an den Start, allerdings ohne ein Match zu gewinnen.